# 櫻之馬場 城彩苑

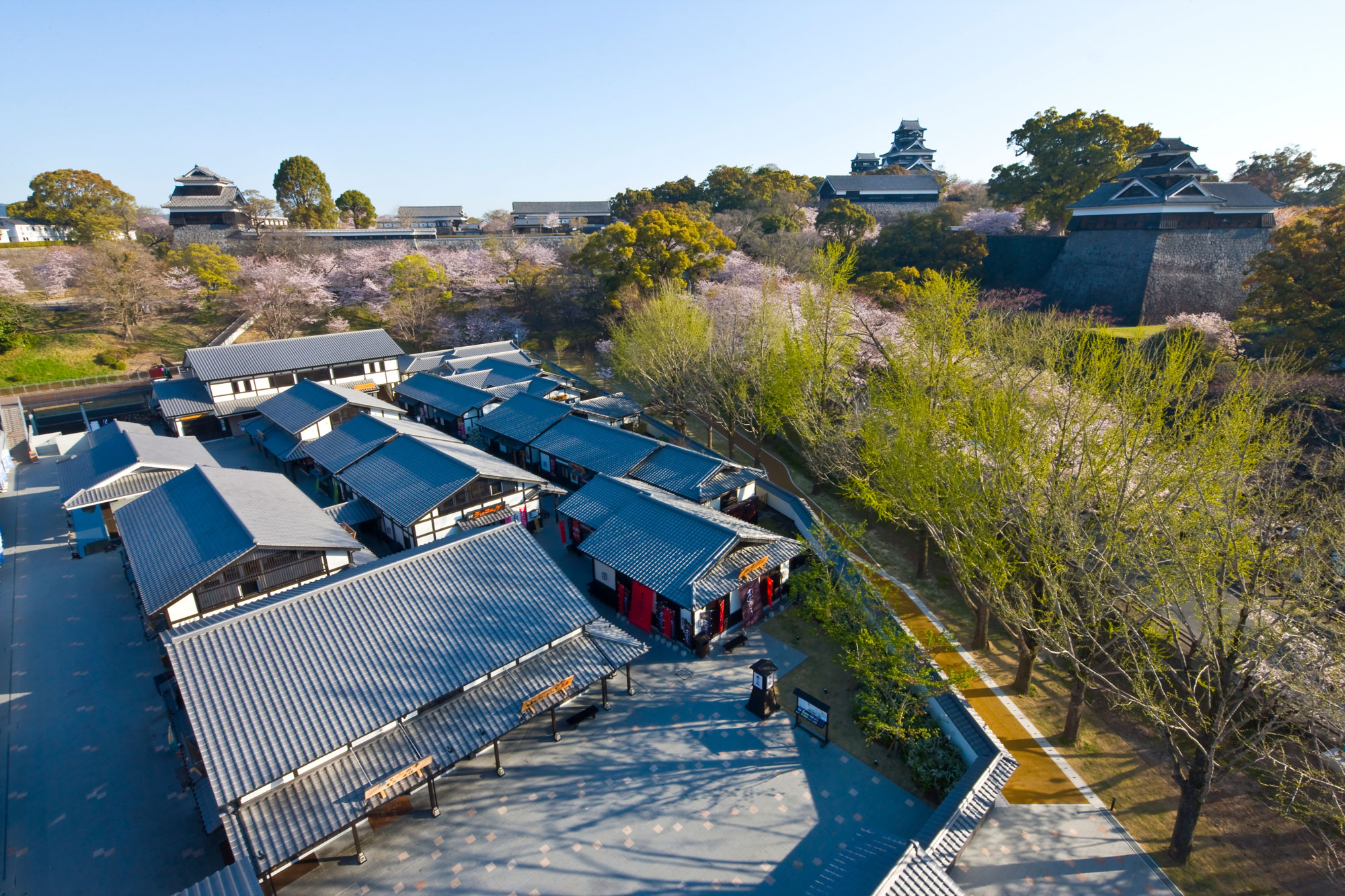

櫻之馬場 城彩苑（さくらのばば じょうさいえん）是位於日本熊本縣熊本市中央區的一個觀光設施。櫻之馬場開業於2011年3月5日，正值九州新幹線全線開業之前。櫻之馬場所在地曾是市營游泳池。櫻之馬場緊臨熊本市三大觀光地之一的熊本城，可免費入場。